# Traumaworld
Traumaworld è il secondo album del gruppo musicale tedesco Zeraphine, pubblicato nel 2003 . Questo è il primo album dei Zeraphine che contiene anche canzoni in inglese.

## Tracce
1. Light your stars (Illumina le tue stelle)
2. No more doubts  (Niente più dubbi)
3. United and lost (Unito e perduto)
4. Failing breath (Respiro fallante)
5. No tears (Niente lacrime)
6. In your room (Nella tua stanza)
7. Schreit dein Herz (Grida il tuo Cuore)
8. Be my rain (Sìi la mia pioggia)
9. For a moment (Per un istante)
10. Stop pretending (Basta pretendere)
11. Wonderland (Il Paese delle meraviglie)
12. Trauma world (Mondo Trauma)
13. Wenn du gehst (Quando tu vai)

## Formazione
- Sven Friedrich - voce
- Norman Selbig - chitarra
- Manuel Senger - chitarra
- Michael Nepp - basso
- Marcellus Puhlemann - batteria